# Joyce Banda

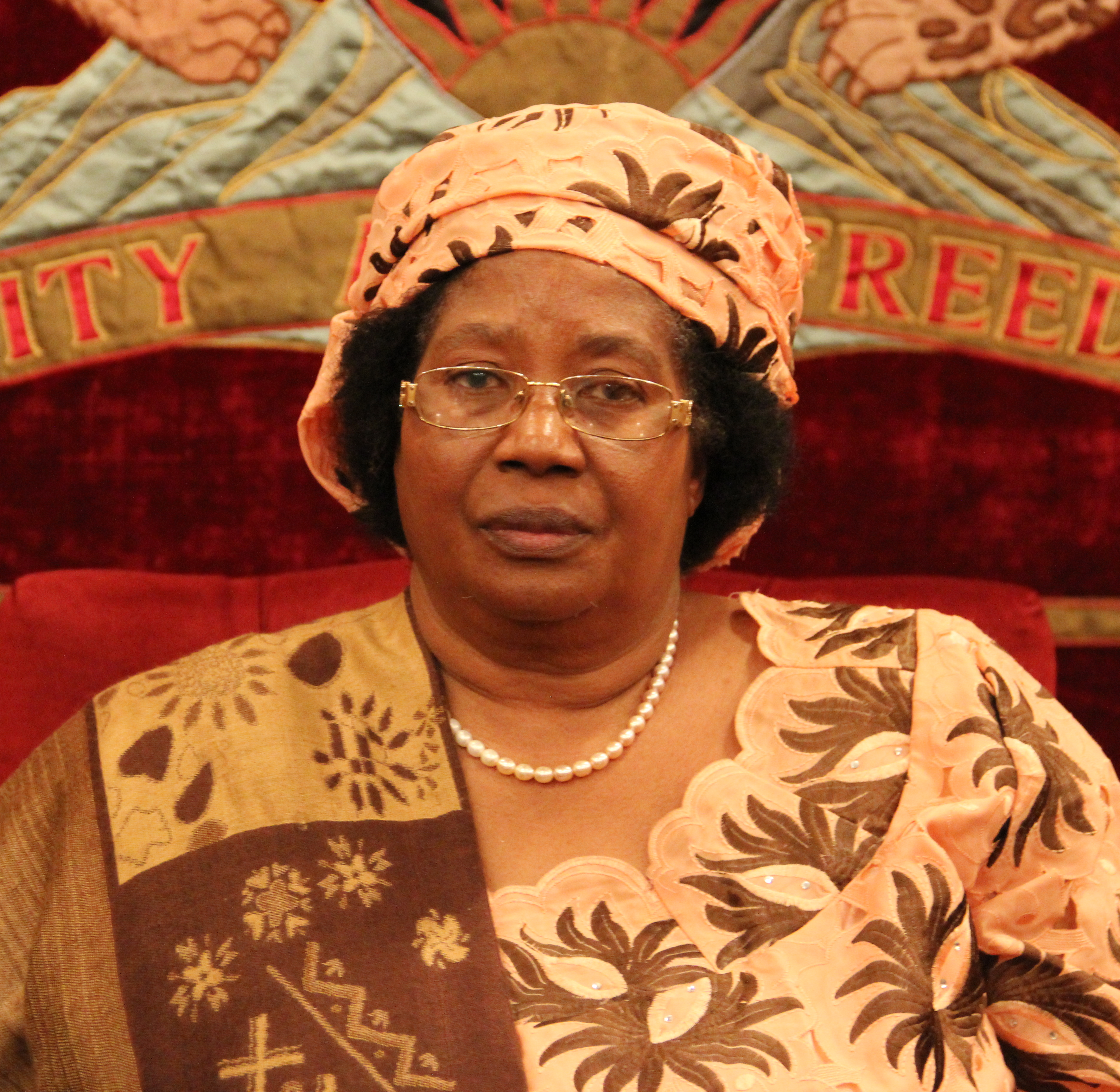
Joyce Banda (2012)

Joyce Hilda Mtila Banda (* 12. April 1950 in Malemia bei Zomba) ist eine malawische Politikerin (People’s Party) und war von 2012 bis 2014 Staatspräsidentin ihres Landes.

## Leben
Joyce Banda ist die Tochter von Gray John Stewart Mtila, einem Polizisten und Musiker. Im Jahr 1975, damals Mutter dreier Kinder und in Nairobi lebend, verließ Banda ihren gewalttätigen Ehemann, nachdem sie mit der beginnenden Frauenbewegung in Kontakt gekommen war. In der Folge wurde sie als Unternehmerin und Aktivistin für Frauenrechte tätig. Im Zuge dessen gründete sie in Malawi die National Association of Business Women, die Young Women Leaders Network, die Joyce Banda Foundation for Better Education und den örtlichen Ableger von The Hunger Project. Ihr Wirken wurde mit mehreren internationalen Preisen ausgezeichnet, darunter 2006 der International Award for the Health and Dignity of Women der Friends of UNFPA. Das Forbes Magazine bezeichnete sie 2011 als drittmächtigste Frau Afrikas.

## Politik
Banda war in der Regierung des im Jahr 2004 neu gewählten dritten Präsidenten Malawis Bingu wa Mutharika von 2004 bis 2006 als Ministerin für Geschlechter, Kindeswohlfahrt und Gemeindedienste sowie von 2006 bis 2009 als Ministerin für Auswärtige Angelegenheiten und Internationale Kooperation tätig. Von 2009 bis 2012 war sie Vizepräsidentin des Staates. Dies zuerst in der United Democratic Front und in der Folge ab 2005 in der von Mutharika neu gegründeten Democratic Progressive Party. 
Im Jahr 2010 kam es zu einer Auseinandersetzung zwischen Mutharika und Banda über die Kandidatenauswahl für die im Jahr 2014 anstehenden Präsidentenwahl. Mutharika, der selbst nach der Verfassung nach zwei Amtsperioden nicht wieder antreten durfte, setzte die Kandidatur seines Bruders, des Außenministers Peter Mutharika, durch. Banda wurde aus der DPP ausgeschlossen, verblieb aber in ihrem Amt als Vize-Präsidentin. Sie gründete in der Folge die People’s Party.
Nach dem Tod Mutharikas infolge eines Herzanfalles am 5. April 2012 übernahm Banda als amtierende Vizepräsidentin die Geschäfte und legte, der Verfassung entsprechend, am 7. April den Amtseid als Präsidentin des Landes ab. In einer ihrer ersten Amtshandlungen als Präsidentin verkaufte sie die Mercedes-Flotte der Regierung und den Präsidenten-Jet vom Typ Dassault-Falcon 900.
Am 16. Oktober 2012 traf sich Banda mit EU-Handelskommissar Karel de Gucht in Brüssel zu Gesprächen über engere Wirtschaftsbeziehungen zwischen der EU und Malawi.
Bei den Präsidentschaftswahlen am 20. Mai 2014 erreichte sie unter den Bewerbern mit 20,3 Prozent den dritten Platz und unterlag damit dem Gewinner Peter Mutharika. Sie plante eine Teilnahme an den Wahlen in Malawi 2019, zog aber ihre Präsidentschaftskandidatur wenige Monate vor dem Wahltermin zurück.

## Privates
Joyce Banda ist mit Richard Banda verheiratet, einem ehemaligen Spitzensportler und Obersten Richter von Malawi und Swasiland.